# Kolrep Ausbau
Kolrep Ausbau ist ein Wohnplatz im Ortsteil Kolrep der Gemeinde Gumtow im Landkreis Prignitz in Brandenburg.

## Geografie
Der Ort liegt zwei Kilometer südwestlich von Kolrep und zwei Kilometer südöstlich von Dannenwalde. Er verfügt über keine eigene Gemarkung, sondern liegt auf der von Kolrep. Die Nachbarorte sind Kolrep und Kreuzkrug im Nordosten, Brüsenhagen-Berg und Ausbau im Südosten, Heinzhof im Süden, Bärensprung und Zarenthin Ausbau im Südwesten sowie Dannenwalde im Nordwesten.